# Club Jorge Wilstermann
El Club Jorge Wilstermann és un club de futbol bolivià de la ciutat de Cochabamba fundat el 24 de novembre de 1949 per un grup de treballadors del Lloyd Aéreo Boliviano. Inicialment el nom adoptat fou el de San José de la Banda, amb els colors blau cel i blanc. Posteriorment adoptà el nom de l'aviador Jorge Wilstermann en honor del primer pilot comercial de Bolívia. Posteriorment, el president Dr. Jorge Rojas Tardío adoptà els colors actuals, vermell, blau i blanc.

## Jugadors destacats
- Julio César Baldivieso

## Palmarès
- Campionat bolivià de futbol:[4]
  - 1957, 1958, 1959, 1960, 1967, 1972, 1973, 1980, 1981, 2000, 2006-ST, 2010-A, 2016-C, 2018-A, 2019-C

- Copa AeroSur:[5]
  - 2004, 2011